# Pôle métropolitain Loire Angers
Le syndicat mixte pôle métropolitain Loire Angers, anciennement Pays Loire-Angers et syndicat mixte de la région angevine (SMRA), est une structure administrative française d'aménagement du territoire (loi LOADDT), située dans le département de Maine-et-Loire et la région Pays de la Loire.
Créé en 2003, il se situe au cœur du département, et comprend trois intercommunalités, dont la communauté urbaine Angers Loire Métropole, la plus importante du département.

## Composition
Ce syndicat mixte regroupe 3 intercommunalités (la communauté urbaine Angers Loire Métropole et 2 communauté de communes : la communauté de communes Anjou Loir et Sarthe ainsi que la communauté de communes Loire Layon Aubance), soit un ensemble de 65 communes.

## Historique

### La structure
En 1991 est créé le syndicat mixte de la région angevine (SMRA) qui a pour vocation de « définir les grandes orientations en matière de développement économique et d'aménagement de la région angevine ». Ce syndicat mixte est notamment compétent pour élaborer les documents de planification urbaine à l'échelle de son territoire comme le schéma directeur de la région angevine (1996) ou le schéma de cohérence territoriale de la région angevine (2011). Il se compose à sa création du district urbain d'Angers, qui compte alors 13 communes, et de 37 communes. L'adhésion de nouvelles communes élargit peu à peu la composition et le périmètre de compétence du syndicat mixte.
En 1995, le statut de Pays est introduit par la loi d'orientation pour l'aménagement et le développement du territoire (LOADT, dite loi Pasqua) et complété en 1999 (LOADDT, dite loi Voynet).
En parallèle de l'existence du syndicat mixte de la région angevine (SMRA), quatre établissements publics de coopération intercommunale (Angers Loire Métropole, Loir, Loire Aubance et Vallée-Loire-Authion) décident de s’associer à partir de 2003 pour créer un Pays Loire-Angers et adopter ensemble une charte de développement. Ils créent ainsi l'association du Pays Loire-Angers qui a pour objet de « mettre en œuvre la charte du Pays Loire Angers », « définir les priorités et une stratégie en matière d'aménagement du territoire », et « promouvoir le développement du pays Loire Angers »,.
Les périmètres territoriaux étant identiques, l'association du Pays Loire Angers est dissoute au 31 décembre 2011 et le syndicat mixte de la région angevine (SMRA) acquiert les compétences de l'association et prend le nom de syndicat mixte du Pays Loire Angers à compter du 1er janvier 2012,.
En 2013, le syndicat mixte du Pays Loire Angers devient pôle métropolitain Loire Angers ; structure qui conserve les mêmes missions.

### Le SCoT
Introduit par la loi relative à la solidarité et au renouvellement urbains (SRU) du 13 décembre 2000, un schéma de cohérence territoriale (SCoT) est adopté le 21 novembre 2011.
Succèdent au schéma directeur d'aménagement et d'urbanisme de la région d'Angers (SDAU) approuvé le 15 avril 1976 sur un périmètre de 42 communes, le schéma directeur de la région angevine (SDRA), approuvé le 1er juillet 1996 et modifié en mars 1997, s’établissait sur un territoire de 50 communes.
En 2005, les quatre intercommunalités engagent, au sein du syndicat mixte de la région angevine (SMRA), la révision du schéma directeur de la région angevine (SDRA) et l’élaboration du Schéma de cohérence territoriale (SCoT).
Adopté le 21 novembre 2011, le SCoT n'a été exécutoire qu'à compter de fin janvier 2012, réalisation des formalités d'affichage. Son périmètre est identique à celui du Pays Loire-Angers.

## Administration

### Compétences
La structure du pôle métropolitain Loire Angers élabore et met en œuvre la charte de développement du pays. Initialement, ses principaux thèmes d’action étaient :
- l'attractivité et le dynamisme économiques avec le soutien à la création des zones d'activité et le développement touristique,
- la mutualisation et la coordination de la diffusion culturelle,
- la mise en réseau et l'amélioration des services en direction des associations et de l'enfance jeunesse.

À la mise en place de la nouvelle structure en janvier 2012, l'arrêté préfectoral de décembre 2011 indique que ses activités nécessaires à la mise en œuvre de la charte de territoire du Pays s'articulent autour des axes :
- développement économique, touristique et commercial, emploi et insertion,
- habitat et offre résidentielle,
- transports et mobilité,
- culture,
- services de proximité,
- énergie,
- foncier.

Le syndicat mixte est également habilité à élaborer, suivre et réviser le schéma de cohérence territoriale (SCoT).

### Fonctionnement
Jusqu'en 2014, le syndicat mixte Pays Loire Angers est administré par un comité syndical et un bureau. Le nombre total des sièges du comité syndical en était de 46, répartis en 22 pour la C. A. Angers Loire Métropole, 8 pour la C. C. du Loir, 8 pour la C. C. Loire Aubance et 8 pour la C. C. Vallée Loire Authion. Daniel Raoul en était son président.
À sa transformation en syndicat mixte fermé "Pôle métropolitain Loire Angers", ses statuts et sa gouvernance sont inchangés. Le syndicat mixte, regroupant des intercommunalités à fiscalité propre, est administré par un comité syndical de 46 membres, répartis en 22 délégués pour la communauté d'agglomération Angers Loire Métropole, 8 pour la communauté de communes du Loir, 8 pour la communauté de communes Loire Aubance et 8 pour la communauté de communes Vallée Loire Authion.
Un bureau constitué du président, de 5 vice-présidents et de 5 délégués, est chargé d'administrer le syndicat mixte par délégation du comité syndical. Son président en est Christophe Béchu, président de la communauté urbaine Angers Loire Métropole,. Celui-ci, réélu maire d'Angers en 2020 est également reconduit à la tête du Pôle métropolitain Loire Angers.